# Wiśniowiec (Grodno)
Wiśniowiec (biał. Вішнявец), do 1964 Gnojnica (biał. Гнойніца)  – dzielnica Grodna, do 2008 wieś. 
W latach 1921–1939 miejscowość należała do gminy Hornica. Według Powszechnego Spisu Ludności z 1921 roku zamieszkiwało ją 154 osoby, 152 były wyznania rzymskokatolickiego, 1 prawosławnego i 1 ewangelickiego. 152 zadeklarowały polską przynależność narodową, 1 białoruską i 1 niemiecką. Były tu 23 budynki mieszkalne.
Po wojnie wieś weszła w struktury administracyjne Związku Radzieckiego. Do 2008 przynależała do sielsowietu Podłabienie w rejonie grodzieńskim obwodu grodzieńskiego Białorusi.
30 lipca nazwę wsi zmieniono z Gnojnica na Wiśniowiec.
24 kwietnia 2008 została włączona w granice Grodna.